# Fender Mustang
Fender Mustang är en elgitarr av Fender Musical Instruments Corporation, den infördes 1965 och var från början gjord för nybörjare. Fender tillverkar även gitarrförstärkare av samma namn (Fender Mustang).

## Gitarrister som förknippas med Fender Mustang
- Mark Arm
- Blixa Bargeld
- David Byrne
- Kurt Cobain
- Graham Coxon
- Kim Deal
- Mac DeMarco
- Eric Erlandson
- John Fogerty
- PJ Harvey
- Jimi Hendrix
- Matthew Healy
- Norah Jones
- Alan Lancaster
- Chino Moreno
- Thurston Moore
- Buzz Osborne
- Liz Phair
- Lee Ranaldo
- Todd Rundgren
- Pat Smear